# Viola Smith
Viola Smith, původně Schmitz, (29. listopadu 1912 Mount Calvary, Wisconsin, USA – 21. října 2020, Costa Mesa, Kalifornie ) byla americká bubenice.
Vyrůstala ve vesnici Mount Calvary po boku sedmi sester a dvou bratrů. Každá ze sester hrála na nějaký hudební nástroj a měly společnou kapelu. V roce 1938, když už rodinná kapela neexistovala, založila Viola se svou sestrou Mildred kompletně ženský orchestr The Coquettes, který existoval do roku 1942. Později odešla do New Yorku a působila například v orchestru NBC Symphony Orchestra. Roku 1945 vystupovala ve filmu Abbott and Costello Meet the Co-Eds. V roce 1949 hrála při inauguraci prezidenta Harryho S. Trumana. Na bicí hrála i ve svých 104 letech.